# Ronnie Van Zant
Ronald Wayne "Ronnie" Van Zant, född 15 januari 1948 i Jacksonville, Florida, död 20 oktober 1977 i Gillsburg i Amite County, Mississippi, var en amerikansk musiker, känd som sångare och originalmedlem i rockbandet Lynyrd Skynyrd, bland annat kända för hitsingeln "Sweet Home Alabama".
Van Zant bildade Lynyrd Skynyrd 1965 när han rekryterade Bob Burns, Gary Rossington, Allen Collins, och Larry Junstrom. Bandet spelade på småklubbar fram till 1973, när de skrev kontrakt med MCA. Därefter följde flera guld- och platinaskivor, bland andra Pronounced Leh-Nerd Skin-Nerd, Second Helping och Street Survivors. Efter fyra års turnerande slutade Lynyrd Skynyrd att fungera när bandets flygplan kraschade i Gillsburg, Mississippi den 20 oktober 1977. Ronnie Van Zant, gitarristen Steve Gaines, Steves syster Cassie Gaines och bandets manager Dean Kilpatrick omkom. Ronnies yngre bror Johnny Van Zant har senare fungerat som sångare i ett återskapat Lynyrd Skynyrd.